# Foro Amastriano
Il Foro Amastriano (in latino Amastriánum, in greco Τά Αμαστριανοῦ?, ta Amastrianoú) era una piazza di Costantinopoli (la moderna Istanbul). Utilizzata, oltre che come mercato, come luogo di mutilazioni ed esecuzioni pubbliche, di essa si persero completamente le tracce dopo la fine dell'impero bizantino.

## Localizzazione
La posizione esatta della piazza è sconosciuta: nel "De ceremoniis", opera dell'imperatore Costantino VII Porfirogenito, essa viene collocata lungo il ramo meridionale della Via Mese (la via principale della città), tra il Philadelphion ed il Forum Bovis. Secondo altre fonti, la piazza giaceva in una zona pianeggiante sul versante meridionale del quarto colle di Costantinopoli, più o meno dove le moderne strade Atatürk Caddesi e Sehzadebasi Caddesi incrociano. Amministrativamente, era inclusa nel IX Regio della città.

## Storia e descrizione
Nessuna fonte bizantina definisce direttamente l'Amastrianum come un foro, ma dalle descrizioni, è chiaro che si trattasse di una piazza pubblica. Il suo nome deriva dalla città di Amastris (moderna Amasra) in Paflagonia, una regione sulla costa del Mar Nero nell'Anatolia centro-settentrionale. Esso, oltre ad essere il centro del commercio di cavalli in città, era il luogo privilegiato per le esecuzioni pubbliche.
Il foro aveva probabilmente una pianta rettangolare: era adornato con numerose statue di divinità pagane, tra cui Zeus, Helios ed Eracle, oltre a gruppi di statue di tartarughe, uccelli e draghi. Probabilmente a causa di tale bizzarra architettura, unita alla cattiva reputazione del foro, la popolazione della città credeva che l'Amastrianum fosse abitato da demoni.
Del foro si persero completamente le tracce dopo la fine dell'impero bizantino. Oggi, ancora nessuna esplorazione archeologica è mai stata avviata nelle localizzazioni proposte per l'antica piazza.